# دیدکات
latitudeدیدکاتlongitudeدیدکات
دیدکات (به انگلیسی: Didcot) یک شهرک در بریتانیا است که در انگلستان واقع شده‌است.

## خصوصیات
دیدکات ۲۲٬۷۶۲ نفر جمعیت دارد.